# NGC 5743
NGC 5743 ist eine Spiralgalaxie mit ausgeprägten Emissionslinien vom Hubble-Typ Sb im Sternbild Waage und etwa 181 Millionen Lichtjahre von der Milchstraße entfernt. 
Sie wurde am 3. Juni 1885 von Francis Leavenworth entdeckt.